# Список потерь Ми-8 и его модификаций (2007 год)
Список потерянных Ми-8 всех модификаций (включая Ми-9, -14, -17, -18, -19, -171 и -172) составлен по данным из открытых источников и учитывает только авиационные происшествия или воздействие внешних сил, приведшие к утрате вертолёта или его списанию вследствие полученных повреждений.
Список не полный и не окончательный.

## Список аварий и катастроф
| № п/п | Дата     | Модификация / Бортовой номер | Место                                    | Жертвы / На борту | Краткое описание |
| ----- | -------- | ---------------------------- | ---------------------------------------- | ----------------- | --- |
| 1     | 21 марта | Ми-8Т RA-22795               | Республика Коми, Вуктыльский район       | 6/6               | Во время полёта в горной местности на высоте ниже безопасной в сложных метеоусловиях экипаж произвёл резкий манёвр. В результате произошло соударение лопастей несущего винта с хвостовой балкой, разрушением и отделением её от вертолёта. Машина левым бортом столкнулась со склоном горы на высоте 950 м, разрушилась и сгорела. |
| 2     | 27 апр.  | Ми-8 н.д.                    | Чечня, Шатойский район                   | 18/18             | Для высадки десанта в горной местности экипаж снизился к склону горы на высоту 1,5 м, но не справился с пилотированием. Вертолёт при зависании завалился на бок и покатился по склону горы, в результате чего был пробит топливный бак, произошло возгорание и взрыв. |
| 3     | 10 мая   | Ми-8Т RA-22670               | Камчатская область, Карагинский район(?) | 0/4               | Ошибка экипажа. Во время полёта при неблагоприятных метеоусловиях из-за продолжающегося ухудшения обстановки экипаж вместо возвращения в пункт вылета решил переждать ненастье на земле не уведомив об этом службы управления воздушным движением. При посадке на подобранную с воздуха площадку экипаж потерял пространственную ориентацию и не определил момента, когда шасси машины начало погружаться в глубокий снежный покров на склоне горы. Так вертолёт двигался в снегу вверх по склону, пока лопасти несущего винта не ударились об землю и, после их деформации, произошло разрушение хвостовой балки. Вертолёт по инерции продолжил движение и опрокинулся на правый борт. В результате авиационного происшествия никто из находящихся на борту не пострадал. |
| 4     | 3 июня   | Ми-8Т 9L-LBT                 | 12 км от Фритауна                        | 22/23             | Вертолёт нигерийской авиакомпании совершал «челночные» 7-минутные рейсы через реку Сьерра-Леоне, которая разделяет Фритаун от международного аэропорта Лунги. Потерпел катастрофу при заходе на посадку. Среди пассажиров погиб министр спорта Того Ришар Аттипое, возвращавшийся с отборочного матча Кубка африканских наций между Сьерра-Леоне и Того. В катастрофе выжил второй пилот. |
| 5     | 9 сент.  | Ми-8Т RA-24258               | ЯНАО, севернее Салехарда                 | 6/6               | Исчез во время полёта при неблагоприятных метеоусловиях. Место катастрофы было найдено только 20 сентября. |
| 6     | 15 сент. | Ми-8Т RA-22913               | Магаданская область, 145 км от Сеймчана  | 6/7               | Экипаж вылетел на несанкционированную браконьерскую охоту на медведя с польскими туристами на борту. Во время преследования зверя КВС совершил резкий манёвр из-за которого машина потеряла высоту и лопастями несущего винта задела одиноко стоящее дерево. Вертолёт упал на землю и загорелся. КВС при падении выбросило из вертолёта, при этом он получил многочисленные травмы, но выжил. Остальные находящиеся на борту погибли в горевшем вертолёте. |
| 7     | 12 окт.  | Ми-8Т 4К-25152               | Каспийское море                          | 6/6               | Упал в море после взлёта с посадочной площадки буровой платформы. |
| 8     | 2 нояб.  | / Ми-8МТВ-1 RA-27114         | 265 км северо-восточнее Монровии         | 3/3               | Вертолёт миссии ООН. Примерно через 3 минуты после взлёта произошло усталостное разрушение рулевого винта (отрыв одной из лопастей). Машина потеряла управление и упала на землю. |
| 9     | 18 дек.  | / Ми-8МТВ-1 RA-25492         | 45 км от Гомы                            | 1/11              | Вертолёт миссии ООН. При полёте в горной местности произошло разрушение и остановка левого двигателя. Экипаж предпринял вынужденную посадку на склон горы со значительным уклоном. Экипаж и пассажиры получили травмы различной степени тяжести, бортмеханик скончался через 20 минут после посадки. |